# Oscar Ichazo
Oscar Ichazo (ur. 24 lipca 1931, zm. 26 marca 2020) – chilijski badacz, wprowadził enneagram do psychologii. W 1970 roku Ichazo rozpoczął treningi psychiczno-duchowe na pustyni w pobliżu miasta Arica na północnym skraju Chile. Ichazo ułożył na podstawie enneagramu układ dziewięciu podstawowych typów ludzkich.
Chilijski psychiatra Claudio Naranjo, jego uczeń, przeniósł centrum badań nad enneagramem do Nowego Jorku, nazywając je Instytutem Arica.